# Hans Brase
Hans-George Brase (Charlottesville, 15 settembre 1993) è un ex cestista statunitense naturalizzato tedesco, professionista nella Basketball Bundesliga.

## Carriera

### Inizi e high school
Nato a Charlottesville, in Virginia, Brase ha trascorso parte della sua prima infanzia in Germania, da dove provengono i suoi genitori, prima che la sua famiglia si stabilisse a Clover, nella Carolina del Sud.
Brase ha frequentato la Gaston Day School a Gastonia, nella Carolina del Nord e si è trasferito alla Hill School a Pottstown, in Pennsylvania, nel 2010.

### College

#### Princeton Tigers (2012-2017)
Si è trasferito alla Princeton University nel 2011 e si è unito ai Tigers per la stagione 2012-2013. Durante la sua stagione da matricola, ha ricevuto il premio di Rookie of the Week della Ivy League il 24 dicembre 2012. Al secondo anno (2013-14), Brase ha guidato la squadra nei rimbalzi (5,7 rimbalzi) ed è stato il secondo capocannoniere della squadra con 11,2 punti a gara. Al terzo anno (2014-15), Brase ha guidato ancora una volta i Tigers nei rimbalzi (7,5 rimbalzi) ed è stato il secondo capocannoniere della squadra con 11,5 punti a gara.
Nel novembre 2015, prima della sua stagione da senior, Brase ha riportato uno strappo al legamento crociato anteriore e ha saltato l'intera stagione 2015-2016. Ha subito un altro infortunio al ginocchio destro nel dicembre 2016, che ha posto fine alla sua stagione da senior e alla sua carriera da giocatore ai Princeton Tigers. Brase ha giocato cinque partite da senior, con una media di 6,4 punti e 2,8 rimbalzi a gara.

#### Iowa State Cyclones (2017-2018)
Poiché la Ivy League non ammetteva magliette mediche, si è trasferito all'Iowa State per un quinto anno di basket universitario.

### Basketball Bundesliga

#### Mitteldeutscher BC (2018-2019)
Nel maggio 2018, ha firmato il suo primo contratto da giocatore di basket professionista, siglando un accordo con il Mitteldeutscher BC della Basketball Bundesliga tedesca. Nella sua prima stagione da giocatore di basket professionista, Brase ha segnato una media di 5,2 punti e 3,4 rimbalzi a partita in 23 gare di Bundesliga.

#### Riesen Ludwigsburg (2019-2020)
Nel giugno 2019, ha firmato con la squadra della Bundesliga Riesen Ludwigsburg. Nella stagione 2019-2020, ha raggiunto la finale della Bundesliga con i Ludwigsburg, dove lui e i suoi la squadra non è riuscita a raggiungere l'Alba Berlin.

#### Amburgo Towers (2020-2021)
Il 4 agosto 2020, Brase è stato ingaggiato dagli Amburgo Towers. Ha giocato solo una partita di Bundesliga con l'Amburgo prima di essere escluso alla fine di dicembre 2020 a causa di un infortunio al ginocchio che ha richiesto un intervento chirurgico. Dopo la stagione 2020-2021, è stato definitivamente escluso dalla squadra di Amburgo.

### Nazionale
Brase gioca a livello internazionale per la Germania. Nel 2013 ha partecipato all'europeo maschile Under-20 in Estonia. Durante l'estate del 2014, ha giocato in tornei amichevoli in tutta Europa, culminati infine in un torneo a sei squadre in Cina. Ha vinto l'argento alla XXVIII Universiade a Gwangju, in Corea del Sud, dopo aver perso contro i Kansas Jayhawks, che rappresentavano gli Stati Uniti, nella partita per la medaglia d'oro. Brase ha guidato la squadra segnando e rimbalzando poiché l'unica sconfitta nel torneo è stata contro il Kansas al doppio tempo supplementare.

## Vita privata
Brase è nato da genitori tedeschi di Hannover nello stato americano della Virginia. La famiglia ritornò temporaneamente in Germania poco dopo la sua nascita, vivendo ad Amburgo, per poi tornare negli Stati Uniti quando Brase aveva tre anni. Poi è cresciuto a Clover, nella Carolina del Sud.
Anche sua sorella Marie-Luise (Colgate University) e suo fratello Janpeter (St. Lawrence University) hanno giocato a basket al college.
Dopo la fine del suo periodo come giocatore di basket professionista, Hans Brase è tornato negli Stati Uniti e ha lavorato come consulente per gli investimenti.

## Statistiche
| * | Primo nella lega |

### Germania

#### Stagione regolare
| Anno     | Squadra            | PG | PT | MP   | TC%   | 3P%   | TL%   | RP  | AP  | PRP | SP  | PP   |
| -------- | ------------------ | -- | -- | ---- | ----- | ----- | ----- | --- | --- | --- | --- | ---- |
| 2018-19  | Mitteldeutscher BC | 23 | 12 | 17,5 | 47,4  | 32,5  | 94,1  | 3,4 | 0,7 | 0,2 | 0,5 | 5,2  |
| 2019-20  | R. Ludwigsburg     | 19 | 2  | 8,7  | 22,4  | 17,1  | 36,4  | 1,5 | 0,4 | 0,2 | 0,1 | 3,0  |
| 2020-21  | Amburgo Towers     | 1  | 0  | 5,9  | 100,0 | 100,0 | 0,0   | 0,0 | 0,0 | 0,0 | 0,0 | 3,0  |
| Carriera | Carriera           | 43 | 14 | 32,1 | 169,8 | 149,5 | 130,5 | 4,9 | 1,1 | 0,4 | 0,6 | 11,2 |

#### Play-off
| Anno     | Squadra        | PG | PT | MP  | TC%  | 3P%  | TL%  | RP  | AP  | PRP | SP  | PP  |
| -------- | -------------- | -- | -- | --- | ---- | ---- | ---- | --- | --- | --- | --- | --- |
| 2019-20  | R. Ludwigsburg | 9  | 1  | 5,3 | 34,4 | 33,3 | 83,0 | 2,2 | 0,3 | 0,4 | 0,2 | 4,5 |
| Carriera | Carriera       | 9  | 1  | 5,3 | 34,4 | 33,3 | 83,0 | 2,2 | 0,3 | 0,4 | 0,2 | 4,5 |

#### Massimi in carriera
- Massimo di punti: 18 (2 volte)[26]
- Massimo di rimbalzi: 9 (2 volte)
- Massimo di assist: 3 (2 volte)
- Massimo di palle rubate: 2 vs Alba Berlin (26 giugno 2020)
- Massimo di stoppate: 3 vs Gießen 46ers (30 settembre 2018)
- Massimo di minuti giocati: 28 vs Crailsheim Merlins (1º marzo 2019)

### NCAA
| Anno      | Squadra           | PG | PT | MP   | TC%  | 3P%  | TL%   | RP  | AP  | PRP | SP  | PP   |
| --------- | ----------------- | -- | -- | ---- | ---- | ---- | ----- | --- | --- | --- | --- | ---- |
| 2012-2013 | Princeton Tigers  | 28 | 18 | 17,8 | 44,5 | 43,5 | 63,0  | 4,2 | 0,9 | 0,3 | 0,6 | 5,4  |
| 2013-2014 | Princeton Tigers  | 30 | 30 | 17,8 | 27,0 | 32,4 | 73,8  | 5,7 | 2,2 | 0,7 | 0,6 | 11,2 |
| 2014-2015 | Princeton Tigers  | 30 | 29 | 31,1 | 42,4 | 34,5 | 79,4  | 7,5 | 2,1 | 0,6 | 0,5 | 11,5 |
| 2016-2017 | Princeton Tigers  | 5  | 5  | 15,6 | 50,0 | 50,0 | 100,0 | 2,8 | 1,4 | 0,0 | 0,0 | 6,4  |
| 2017-2018 | Iowa St. Cyclones | 21 | 2  | 15,4 | 29,6 | 25,0 | 76,5  | 3,8 | 0,6 | 0,2 | 0,4 | 2,4  |

#### Massimi in carriera
- Massimo di punti: 23 vs Columbia (7 marzo 2015)[27]
- Massimo di rimbalzi: 15 (2 volte)
- Massimo di assist: 7 vs Bucknell (30 novembre 2013)
- Massimo di palle rubate: 3 vs Tulane (19 marzo 2014)
- Massimo di stoppate: 3 (4 volte)
- Massimo di minuti giocati: 39 (2 volte)

### Cronologia presenze e punti in Nazionale
| Cronologia completa delle presenze e dei punti in Nazionale - Germania | Cronologia completa delle presenze e dei punti in Nazionale - Germania | Cronologia completa delle presenze e dei punti in Nazionale - Germania | Cronologia completa delle presenze e dei punti in Nazionale - Germania | Cronologia completa delle presenze e dei punti in Nazionale - Germania | Cronologia completa delle presenze e dei punti in Nazionale - Germania | Cronologia completa delle presenze e dei punti in Nazionale - Germania | Cronologia completa delle presenze e dei punti in Nazionale - Germania |
| Data                                                                   | Città                                                                  | In casa                                                                | Risultato                                                              | Ospiti                                                                 | Competizione                                                           | Punti                                                                  | Note                                                                   |
| ---------------------------------------------------------------------- | ---------------------------------------------------------------------- | ---------------------------------------------------------------------- | ---------------------------------------------------------------------- | ---------------------------------------------------------------------- | ---------------------------------------------------------------------- | ---------------------------------------------------------------------- | ---------------------------------------------------------------------- |
| 04/07/2015                                                             | Gwangju                                                                | Germania                                                               | 91 - 64                                                                | Cina                                                                   | Universiade 2015 - Fase a gironi                                       | 16                                                                     | [ 28 ]                                                                 |
| 05/07/2015                                                             | Gwangju                                                                | Estonia                                                                | 40 - 70                                                                | Germania                                                               | Universiade 2015 - Fase a gironi                                       | 8                                                                      | [ 29 ]                                                                 |
| 08/07/2015                                                             | Gwangju                                                                | Germania                                                               | 67 - 58                                                                | Corea del Sud                                                          | Universiade 2015 - Fase a gironi                                       | 13                                                                     | [ 30 ]                                                                 |
| 09/07/2015                                                             | Gwangju                                                                | Germania                                                               | 99 - 37                                                                | Mozambico                                                              | Universiade 2015 - Fase a gironi                                       | 13                                                                     | [ 31 ]                                                                 |
| 11/07/2015                                                             | Gwangju                                                                | Germania                                                               | 79 - 73                                                                | Canada                                                                 | Universiade 2015 - Quarti di Finale                                    | 11                                                                     | [ 32 ]                                                                 |
| 12/07/2015                                                             | Gwangju                                                                | Germania                                                               | 59 - 49                                                                | Brasile                                                                | Universiade 2015 - Semifinale                                          | 10                                                                     | [ 33 ]                                                                 |
| 13/07/2015                                                             | Gwangju                                                                | Germania                                                               | 77 - 84 dts                                                            | Stati Uniti                                                            | Universiade 2015 - Finale                                              | 6                                                                      | [ 34 ]                                                                 |
| Totale                                                                 |                                                                        | Presenze                                                               | 7                                                                      |                                                                        | Punti                                                                  | 77                                                                     |                                                                        |